# Dell NetWorker
Dell NetWorker (ehemals EMC Networker, davor Legato NetWorker) ist eine Softwarelösung der Dell Corporation zur Datensicherung in großen Unternehmen.
NetWorker automatisiert und zentralisiert Datensicherungen auf Tape-, Festplatten- und Flash-basierten Speichermedien in physischen und virtuellen Umgebungen und unterstützt die Betriebssysteme Linux, Windows, Macintosh, NetWare, OpenVMS und Unix. Die Deduplikation von Backup-Daten wird im Zusammenspiel mit PowerProtect Data Domain Appliances effizient realisiert. Backup-Umgebungen können segmentiert werden in sogenannte (Restricted) Data Zones mit dedizierten und voneinander isolierten Clients und Backup-Medien (AFTD, Data Domain, Tape).
Die Java-basierte NetWorker Management Console (NMC) bietet eine Benutzeroberfläche für Funktionen wie Client-Konfiguration, Policy-Einstellungen, Zeitpläne, Überwachung, Berichte und Backupdurchführung.
NetWorker sichert originär Clientdateisysteme und Betriebssystemumgebungen. Mittels Add-ons wie z. B. NMDA (EMC NetWorker Module for Databases and Applications) können auch Datenbanken und Applikationen wie Oracle, DB2, SAP, Lotus, Informix (hier wurde er direkt als Client mit ausgeliefert) und Sybase sowie Microsoft Exchange Server, SharePoint und Microsoft SQL Server gesichert werden. Client-Backup-Daten können auf einen externen NetWorker-Storage oder auf ein lokal angeschlossenes Sicherungsmedium geschrieben werden.
NetWorker-PowerSnap-Module automatisieren die Generierung von Point-in-Time-Snapshots und das Klonen von Daten auf unterstützte Disk-Arrays wie EMC CLARiiON und Symmetrix. Das NDMP-Modul kann für clientlose Backups von NAS-Filern wie EMC Celerra oder NetApp verwendet werden.
Mit VMware virtualisierte Server können direkt durch die Installation des NetWorker-Clients auf der virtuellen Maschine oder durch die VMware vStorage API (VADP) von VMware gesichert werden. NetWorker unterstützt außerdem die Sicherung und Wiederherstellung von Microsoft Windows Server 2008 und Hyper-V mithilfe des Volume Shadow Copy Services.

## Geschichte
NetWorker ist eine Entwicklung der Fa. Legato, die 1988 gegründet und im Oktober 2003 von EMC aufgekauft wurde.
NetWorker erschien 1990 erstmals für UNIX in der Version 1.0. Im Oktober 2015 kam die Version 9 auf den Markt, welche ein komplettes Redesign der Oberfläche und Workflows mit sich brachte.